# Metin Emiroğlu
Metin Emiroğlu (* 1943 in Arapgir, Provinz Malatya) ist ein türkischer Politiker der Mutterlandspartei ANAP (Anavatan Partisi), der unter anderem zwischen 1985 und 1987 Minister für Bildung, Jugend und Sport sowie 1991 Minister für Arbeit und soziale Sicherheit war.

## Leben
Emiroğlu verzog mit seiner Familie 1948 nach Malatya, wo er seine Grund- und Sekundarausbildung absolvierte. Danach begann er ein Studium der Rechtswissenschaften an der Universität Istanbul, das er 1966 abschloss. Anschließend leistete er seinen Militärdienst in einer Infanterieeinheit des Heeres. Im Anschluss machte er seinen Master in Betriebswirtschaft an der Fakultät für Wirtschaftswissenschaften der Universität Istanbul. Von 1969 bis 1972 arbeitete Emiroğlu in der Abteilung für Sozialplanung des Staatlichen Planungsamtes DPT (Devlet Planlama Teşkilatı). Daraufhin war er bis 1979 Generalsekretär des Arbeitgeberverbandes der Textilindustrie (Türkiye Tekstil İşverenleri Sendikası). Während dieser Zeit organisierte er Kurse für berufliche Bildung und bewirkte die Gründung des Verbandes der Textil-Exporteure.
1983 gehörte er neben Turgut Özal zu den Mitgründern der Mutterlandspartei ANAP (Anavatan Partisi) und wurde für diese bei der Wahl vom 6. November 1983 zum Mitglied der Großen Nationalversammlung gewählt und vertrat in dieser von der 17. bis zum Ende der 20. Legislaturperiode am 18. April 1999 die Interessen seiner Heimatprovinz Malatya. Zu Beginn der 17. Legislaturperiode war er Vorsitzender des Parlamentsausschusses für Planung und Haushalt.
Am 13. September 1985 wurde Emiroğlu von Ministerpräsident Turgut Özal als Nachfolger von Vehbi Dinçerler zum Minister für Bildung, Jugend und Sport (Millî Eğitim, Gençlik ve Spor Bakanı) in dessen erstes Kabinett berufen, dem er bis zum 21. Dezember 1987 angehörte. Am 23. Juni 1991 wurde er von Ministerpräsident Mesut Yılmaz zum Minister für Arbeit und soziale Sicherheit (Çalışma ve Sosyal Güvenlik Bakanı) in dessen erstes Kabinett berufen und gehörte diesem bis zum Ende der Amtszeit von Yılmaz am 20. November 1991 an.
Nach seinem Ausscheiden aus der Großen Nationalversammlung nahm Emiroğlu, der verheiratet und Vater zweier Kinder ist, eine Tätigkeit als Rechtsanwalt auf.